# نشست فوق‌العاده وزرای جنبش عدم تعهد درباره فلسطین (۱۹۸۲، کویت)
نشست فوق العاده وزیران جنبش عدم تعهد در مورد فلسطین، کویت ۱۹۸۴ (انگلیسی: 1982 Extraordinary NAM Ministerial Meeting on Palestine, Kuwait) از ۵ تا ۸ آوریل در شهر کویت، پایتخت کویت برگزار شد. این اولین جلسه از سه نشستی بود که جنبش عدم تعهد در آن سال در مورد فلسطین ترتیب داد. این نشست در کویت توسط دفتر هماهنگی جنبش در جریان نشست مقر سازمان ملل متحد در نیویورک که بین ۲۵ و ۲۸ سپتامبر ۱۹۸۱ برگزار شد، هماهنگی و برگزار شد. این دیدار اولین فرصت را برای مصر، یکی از اعضای بنیانگذار جنبش، فراهم کرد تا در کنفرانسی در یک کشور عربی که روابط دیپلماتیک خود را با قاهره پس از توافق کمپ دیوید در سال ۱۹۷۸ قطع کرد، شرکت کند.

## شرکت کنندگان
- اعضای دفتر هماهنگی؛ بنگلادش، بنین، بوتان، بروندی، جمهوری خلق کنگو، کوبا، قبرس، جمهوری دموکراتیک خلق کره، یمن جنوبی، اتیوپی، غنا، گویان، هند، اندونزی، عراق، جامائیکا، اردن، لائوس، لسوتو، ماداگاسکار، موریتانی، موزامبیک، نیجریه، موزامبیک، پاناما، نیجریه، سریلانکا، سوریه، توگو، کامرون، یوگسلاوی، زئیر و زامبیا.[۱]
- دیگر اعضای جنبش؛ افغانستان، الجزایر، آنگولا، بحرین، کومور، اکوادور، مصر، گرنادا، گینه، ایران، کنیا، مالزی، مالدیو، مالی، مالتا، مراکش، نیکاراگوئه، نیجر، عمان، پاکستان، قطر، سائوتومه و پرینسیپ، عربستان سعودی، سنگال، سازمان خلق آفریقای جنوب غربی، سودان، سورینام، تونس، امارات متحده عربی، تانزانیا، جمهوری عربی یمن، ویتنام و بورکینافاسو.[۱]
- کشورهای ناظر، سازمان‌ها و جنبش‌های آزادیبخش ملی؛ فیلیپین، کنگره ملی آفریقا، سازمان کنفرانس اسلامی، سازمان وحدت آفریقا، سازمان ملل متحد و لیگ کشورهای عربی.[۱]
- کشورها و سازمان‌های مهمان؛ اتریش، فنلاند، رومانی، سوئد، کمیته اعمال حقوق مسلم مردم فلسطین، کمیته ویژه علیه آپارتاید، شورای سازمان ملل متحد برای نامیبیا و صلیب سرخ بین‌المللی.[۱]